# أحمد حسن عبد الهادي باحويرث
أحمد حسن عبد الهادي باحويرث برلماني يمني، عضو في مجلس النواب، عضو اللجنة المالية بالمجلس عن الدورة البرلمانية 2003-2009 والكتلة البرلمانية لنواب حزب التجمع اليمني للإصلاح عن الدائرة الانتخابية رقم (151) بمحافظة حضرموت. من مواليد 1952 مديرية تريم محافظة حضرموت. حاصل على بكالوريوس محاسبة.

## فترة المجلس
باتفاق عرف بأسم «إتفاق فبراير» مُددت فترة المجلس لمدة عامين، وبقيام ثورة الشباب اليمنية لم تُجرَ الانتخابات، وبحسب إتفاق المبادرة الخليجية مُددت لمدة عامين آخرين حتى 2013. ولكن نظراً للأزمة السياسية المستمرة منذ ذلك العام واندلاع الحرب القائمة منذ 2015 لم يتسنى انتخاب مجلس نواب جديد، ولا تزال الشرعية متجسدة في المجلس المنتخب عام 2003 حتى اليوم.